# Шимон Влодарчик
Шимон Влодарчик (пол. Szymon Włodarczyk, нар. 5 січня 2003, Валбжих, Польща) — польський футболіст, нападник австрійського клубу «Штурм» (Грац) та молодіжної збірної Польщі.

## Клубна кар'єра
Шимон Влодарчик народився у містечку Валбжих. Грати у футбол почав на аматорському рівні. У 2017 році Шимон приєднався до молодіжного складу столичної «Легії». З 2019 року почав виступати у другій команді «армійців». У липні 2020 року Влодарчик дебютував у першій команді у турнірі Екстракласи.
У травні 2022 року перейшов до складу «Гурника» (Забже).
7 липня 2023 року підписав контракт на чотири роки з австрійським «Штурмом» з Граца.

## Збірна
З 2018 року Шимон Влодарчик є гравцем юнацьких збірних Польщі.

## Досягнення
- Чемпіон Польщі (2):

«Легія»: 2019/20, 2020/21
- Володар Кубка Австрії (1):

«Штурм»: 2023/24
- Чемпіон Австрії (1):

«Штурм»: 2023/24

## Особисте життя
Батько Шимона — Пйотр Влодарчик, професійний футболіст, відомий своїми виступами у складі «Легії». Також Пйотр зіграв чотири матчі у національній збірній Польщі.